# Дебел-Дял
Дебел-Дял (болг. Дебел дял) — село в Болгарии. Находится в Габровской области, входит в общину Габрово. Население составляет 114 человек.

## Политическая ситуация
Дебел-Дял подчиняется непосредственно общине и не имеет своего кмета, кметский наместник в селе — Райко Василев Лалев.
Кмет (мэр) общины Габрово — Томислав Пейков Дончев (Граждане за европейское развитие Болгарии (ГЕРБ)) по результатам выборов.